# Chorismate synthase
La chorismate synthase est une lyase qui catalyse la réaction :
5-O-(1-carboxyvinyl)-3-phosphoshikimate  {\displaystyle \rightleftharpoons }  chorismate + phosphate.
Cette enzyme intervient à la septième et dernière étape de la voie du shikimate de biosynthèse des acides aminés aromatiques. Elle utilise le FMN ou le FAD comme cofacteur. 